# Izydor Ćwikliński
Izydor Ćwikliński (ur. 6 kwietnia 1895 w Cleveland, zm. 23 września 1979 w Racine) – polski duchowny katolicki, franciszkanin, działający w USA.
Studia z zakresu filozofii i teologii odbywał w Pulaski i Green Bay, na kapłana wyświęcony został 28 sierpnia 1920. Pracował w Komisariacie Najświętszej Maryi Panny, m.in. jako wieloletni rektor Mniejszego Seminarium Św. Bonawentury w Sturtevant (Wisconsin). Wraz z podniesieniem Komisariatu do rangi prowincji franciszkańskiej (1939) został pierwszym prowincjałem. Był szczególnie zaangażowany w apostolstwo słowa, odwiedzał liczne polskie parafie w USA. Był też wicepostulatorem procesu beatyfikacyjnego Jana Cieplaka.